# Вишна Боца
Вишна Боца (словац. Vyšná Boca) — село, громада округу Ліптовський Мікулаш, Жилінський край, регіон Ліптов. Кадастрова площа громади — 20,59 км².
Населення 108 осіб (станом на 31 грудня 2018 року).

## Історія
Вишна Боца згадується 1470 року.

## Географія
Протікає Груньовий потік

## Населення
| Рік:            | 1994. | 2004.   | 2014.   | 2024.    |
| --------------- | ----- | ------- | ------- | -------- |
| Кількість осіб: | 107   | 108     | 109     | 93       |
| Різниця:        |       | +0,93 % | +0,92 % | -14,67 % |

| Рік:            | 2023. | 2024.   |
| --------------- | ----- | ------- |
| Кількість осіб: | 94    | 93      |
| Різниця:        |       | -1,06 % |